# شرايين صدغية عميقة
الشرايين الصدغية العميقة (بالإنجليزية: deep temporal arteries)‏ هي شرايين تتفرعُ من شريان الفك العلوي.